# Indotipula suensoni
Indotipula suensoni är en tvåvingeart som först beskrevs av Alexander 1925.  Indotipula suensoni ingår i släktet Indotipula och familjen storharkrankar. Inga underarter finns listade i Catalogue of Life.